# Zielone Drugie
Zielone Drugie est un village polonais du district administratif de Suwałki, dans le powiat de Suwałki, voïvodie de Podlachie, au nord-est du pays. 